# 武威市
武威市（ぶい-し）は、中華人民共和国甘粛省中部に位置する地級市。ここの雷台地区には雷台漢墓という後漢の張将軍の一族の墓地がある。これは高台の下に墓室があり、その中には大量の銅車馬があり、有名な銅奔馬も出土した。現在雷台には雷神を祀る道観（道教の寺院）がある。それ以外にも元代のチベットの首領と元朝の中央の会盟の場だった白塔寺がある。歴史的遺産より1985年には中国歴史文化名城に指定されている。

## 歴史
武威市は古代西羌の地であり、『書経・禹貢』によれば九州の中の雍州（後の涼州）に属した。 前漢の武帝による西域開発の結果、「武帝之威河西に到達す」として河西回廊に最初に作った街である武威郡が設置され、張掖郡・酒泉郡・敦煌郡とあわせ、河西四郡と称された。後に涼州の姑臧などと称され地方行政の中心とされた。武威はその名の通り漢帝国の武の威光を示す。
五胡十六国時代になると前涼・後涼・南涼・北涼の各国の都城が設置され、南北朝時代に急速な発展をみせた。
元代より甘粛行省（後の甘粛省）に属し現在の行政組織の基礎が完成している。 中華民国が成立し県制が施行されると、武威県と改称され、さらに1984年に昇格し現在に至る。

## 行政区画
1市轄区・2県・1自治県を管轄する。
- 市轄区：涼州区
- 県：民勤県・古浪県
- 自治県：天祝チベット族自治県

| 武威市の地図                                 |
| -------------------------------------------- |
| 涼州区 民勤県 古浪県 天祝チベット族 · 自治県 |

### 年表
この節の出典

#### 武威専区(1949年-1955年)
- 1949年10月1日 - 中華人民共和国甘粛省武威分区が成立。武威県・永登県・民勤県・古浪県・永昌県・張掖県・山丹県・民楽県が発足。(8県)
- 1949年12月 - 武威分区が武威専区に改称。(8県)
- 1949年12月5日 (6県)
  - 張掖県・山丹県・民楽県が張掖専区に編入。
  - 定西専区景泰県を編入。
- 1950年1月 - 永登県の一部が分立し、天祝自治区が発足。(6県1自治区)
- 1950年5月25日 - 張掖専区張掖県・山丹県・民楽県を編入。(9県1自治区)
- 1950年12月 - 酒泉専区高台県の一部が張掖県に編入。(9県1自治区)
- 1951年7月24日 - 古浪県の一部が天祝自治区に編入。(9県1自治区)
- 1953年7月6日 - 寧夏省アルシャー旗自治区の一部が山丹県に編入。(9県1自治区)
- 1953年9月22日 - 青海省楽都県の一部が天祝自治区に編入。(9県1自治区)
- 1953年12月22日 - 天祝自治区が天祝チベット族自治区に改称。(9県1自治区)
- 1954年3月 - 武威県の一部が古浪県に編入。(9県1自治区)
- 1954年3月20日 - 張掖県の一部が酒泉専区酒泉県・高台県の各一部と合併し、酒泉専区粛南ユグル族自治区となる。(9県1自治区)
- 1955年7月19日 - 天祝チベット族自治区が県制施行し、天祝チベット族自治県となる。(9県1自治県)
- 1955年10月10日 - 武威専区が酒泉専区と合併し、張掖専区の発足により消滅。

#### 武威地区(1961年-2001年)
- 1961年11月15日 - 張掖専区武威県・民勤県・永昌県・天祝チベット族自治県を編入。武威専区が成立。(3県1自治県)
- 1961年12月15日 - 天祝チベット族自治県の一部が分立し、古浪県が発足。(4県1自治県)
- 1963年10月23日 (6県1自治県)
  - 白銀市景泰県、蘭州市永登県を編入。
  - 蘭州市紅古区の一部が永登県に編入。
- 1965年4月17日 - 内モンゴル自治区バヤンノール盟アルシャー左旗・アルシャー右旗の各一部が民勤県に編入。(6県1自治県)
- 1969年7月5日 - 内モンゴル自治区バヤンノール盟アルシャー右旗を編入。(6県1自治県1旗)
  - アルシャー右旗の一部が寧夏回族自治区アルシャー左旗に編入。
- 1969年9月4日 - 武威専区が武威地区に改称。(6県1自治県1旗)
- 1969年11月17日 - アルシャー右旗の一部が寧夏回族自治区アルシャー左旗に編入。(6県1自治県1旗)
- 1970年3月25日 - 永登県が蘭州市に編入。(5県1自治県1旗)
- 1971年10月23日 (5県1自治県1旗)
  - 張掖地区粛南ユグル族自治県の一部が永昌県に編入。
  - 天祝チベット族自治県の一部が武威県に編入。
- 1971年12月19日 (5県1自治県1旗)
  - 天祝チベット族自治県の一部(旦馬公社)が武威県に編入。
  - 武威県の一部(上泉公社・張易公社の各一部)が天祝チベット族自治県に編入。
- 1972年8月12日 - 永昌県の一部が張掖地区粛南ユグル族自治県に編入。(5県1自治県1旗)
- 1979年5月30日 - アルシャー右旗が内モンゴル自治区バヤンノール盟に編入。(5県1自治県)
- 1981年2月9日 (4県1自治県)
  - 永昌県の一部が分立し、地級市の金昌市となる。
  - 永昌県が金昌市に編入。
- 1982年12月1日 - 武威県の一部が天祝チベット族自治県に編入。(4県1自治県)
- 1985年4月15日 - 武威県が市制施行し、武威市となる。(1市3県1自治県)
- 1985年5月14日 - 景泰県が白銀市に編入。(1市2県1自治県)
- 2001年5月9日 - 武威地区が地級市の武威市に昇格。

#### 武威市
- 2001年5月9日 - 武威地区が地級市の武威市に昇格。(1区2県1自治県)
  - 武威市が区制施行し、涼州区となる。

## 交通

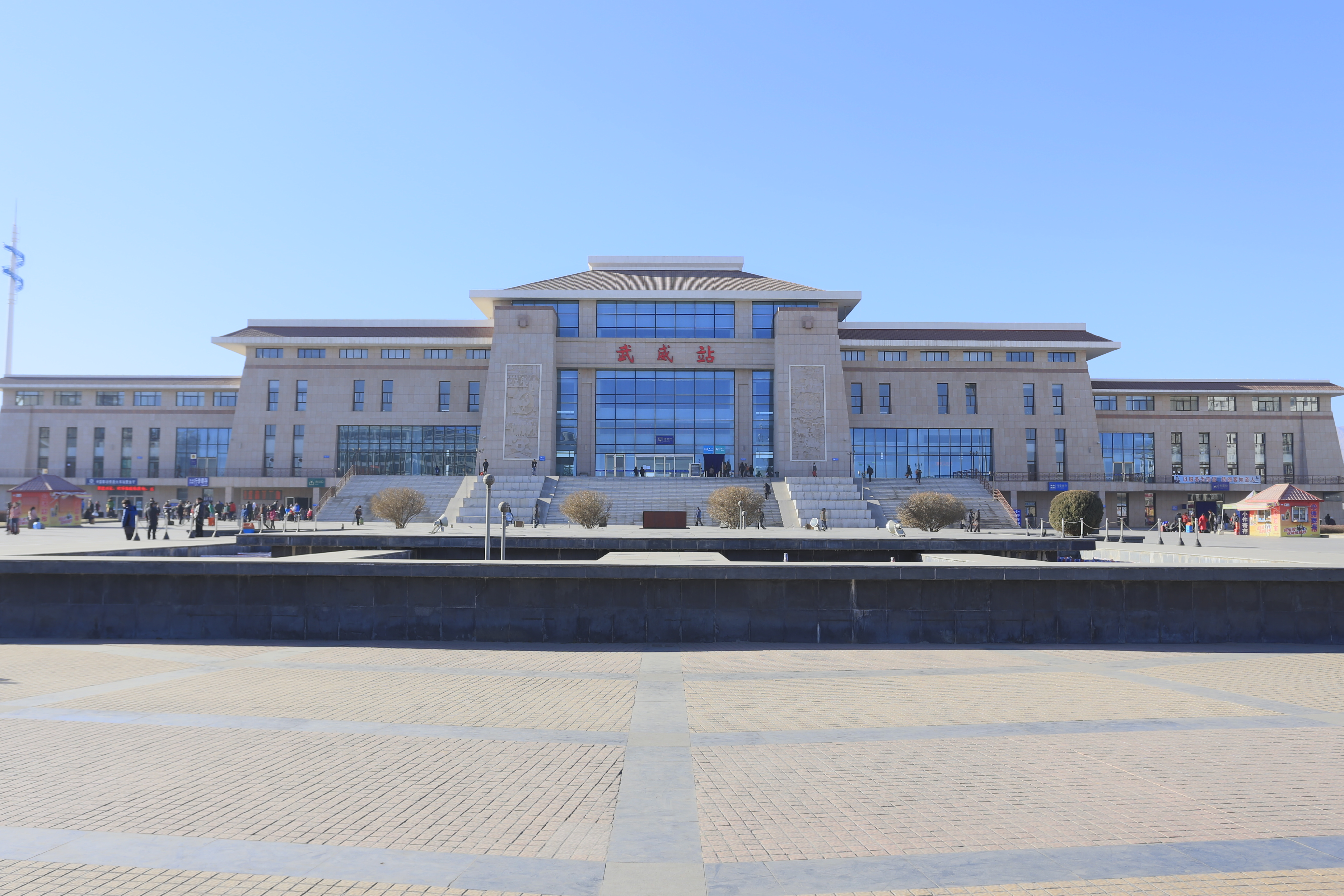
蘭新線武威駅

### 鉄道
- 中国国家鉄路集団
  - 蘭張高速鉄道
  - 蘭新線
  - 干武線

### 道路
- 高速道路
  -  連霍高速道路
  -  定武高速道路（中国語版）
  -  武金高速道路（中国語版）
  -  武威環状高速道路
  -  北仙高速道路
- 国道
  - G312国道
  - G569国道（中国語版）